# 德里克·喬萊特
德里克·乔莱特（1970年—）是一位美國外交政策顧問和作家，現任美国国务院顾问，乔莱特此前曾擔任美國德國馬歇爾基金會負責安全和國防政策執行副總裁。2012年至2015年擔任负责国际安全事务助理国防部长，为国防部长莱昂·帕内塔和查克·哈格尔管理涉及欧洲、北约、中东、非洲和西半球的美国国防政策。
2023年7月24日，喬·拜登總統提名德里克·乔莱特擔任政策国防部次长。

## 外部連結
- C-SPAN內的頁面（英文）